# Yannick Bru
Yannick Bru (ur. 22 maja 1973 w Auch), były rugbysta francuski, reprezentant kraju. Występował na pozycji młynarza. Ma 180 cm wzrostu i waży 98 kg. W czerwcu 2007 roku został asystentem trenera w klubie Stade Toulousain.

## Kariera
Kluby:
- 1995–1996: FC Auch
- 1996–1997: Rugby Club Compiégnois
- 1997–1998: US Colomiers
- 1998–2007: Stade Toulousain

Reprezentacja:
W drużynie narodowej zadebiutował 17 listopada 2001 roku w meczu przeciwko Australii